# Nguyễn Hữu Trí (nhạc sĩ)
Nguyễn Hữu Trí (1917-1979) là một nhạc sĩ Việt Nam. Ông là tác giả của bài hát nổi tiếng "Tiểu đoàn ba lẻ bảy" viết về Tiểu đoàn 307 thời chống Pháp.

## Cuộc đời và sự nghiệp
Ông tên thật là Nguyễn Văn Bẩy, sinh năm 1917 tại Sài Gòn, nhưng nguyên quán ở làng Điều Hòa, tổng Thuận Trị, quận Châu Thành, tỉnh Mỹ Tho (nay thuộc thành phố Mỹ Tho, tỉnh Tiền Giang).
Thời niên thiếu, ông sống ở Châu Thành, Mỹ Tho. Thuở nhỏ, nhà nghèo, ông theo học trong một trường dòng ở Mỹ Tho. Ông có tiếng học giỏi, rất giỏi tiếng Pháp, và được nhận xét là có năng khiếu âm nhạc và chơi violon rất hay. Sau khi tốt nghiệp tú tài năm 17 tuổi, ông làm nghề dạy học một thời gian.
Cách mạng tháng 8 nổ ra, ông tham gia hoạt động trong phong trào Việt Minh. Sau khi Pháp tái chiếm Nam Bộ, ông nhập ngũ vào Vệ quốc đoàn vào tỉnh đội Mỹ Tho tháng 10 năm 1945. Do khả năng âm nhạc, ông được phân công về công tác tại Tổ quân nhạc thuộc Ban Tuyên truyền Khu 8.
Thời gian công tác tại Ban Tuyên truyền Khu 8, ông sáng tác nhiều bài hát được nhiều người biết đến như "Phá đường" (phổ thơ Tố Hữu), "Ba người chiến sĩ năm 40"... nhưng được nhiều người biết đến nhất là "Tiểu đoàn ba lẻ bảy".
Cuối năm 1949, Khu trưởng Khu 8 Trần Văn Trà phát động sáng tác ca khúc ca ngợi Tiểu đoàn 307 mới thành lập nhưng đã đánh thắng nhiều trận lớn. Bấy giờ Nguyễn Hữu Trí là Tổ phó Tổ quân nhạc Khu 8. Ông đã dựa trên lời bài thơ "Cửu Long Giang" về về Tiểu đoàn 307 của nhà thơ Nguyễn Bính (lúc đó là cán bộ tuyên truyền của Khu 8) đăng trên báo "Tổ quốc" cuối năm 1948, đã phổ nhạc thành bài hát "Tiểu đoàn ba lẻ bảy", với nhịp 6/8 thể hành khúc, cấu trúc 2 bè.
Sau khi sáng tác xong, ông đưa cho anh em trong Tổ quân nhạc đàn, hát thử và được mọi người lại nhiệt liệt hoan nghênh. Tại hội nghị của tỉnh Long Châu Sa tổ chức tại thị trấn Mỹ Thọ, huyện Cao Lãnh, tỉnh Sa Đéc (nay thuộc huyện Cao Lãnh, tỉnh Đồng Tháp), Tổ quân nhạc Khu 8 đã tập và hát phục vụ bài hát này, được mọi người hoan nghênh. Được cấp trên khuyến khích, các thành viên trong Tổ quân nhạc chia nhau về các đơn vị để tập hát cho các chiến sĩ. Tối ngày 1 tháng 10 năm 1950, Tổ quân nhạc trực tiếp trình diễn bài hát trên làn sóng phát thanh của Đài Tiếng nói Nam Bộ, từ đó lan tỏa ra toàn quốc. Năm 1952, nhạc sĩ Nguyễn Hữu Trí nhận được giải thưởng âm nhạc văn nghệ Cửu Long với bài hát "Tiểu đoàn ba lẻ bảy".
Lẽ ra, căn cứ theo Hiệp định Genève, 1954, ông thuộc diện tập kết ra Bắc. Tuy nhiên, khi đến điểm tập kết thì ông ngã bệnh, không thể ra Bắc được. Ông ở lại vùng Thới Bình, Đầm Dơi, làm nghề dạy học trong sự nghi kỵ của chính quyền Ngô Đình Diệm. Khoảng cuối thập niên 1950, ông về làng Vĩnh Mỹ, quận Giá Rai, tỉnh Ba Xuyên (nay thuộc xã Vĩnh Mỹ A, huyện Hòa Bình, tỉnh Bạc Liêu) làm nghề dạy học ở xã và dạy nhạc trong nhà thờ. Tại đây, ông lập gia đình với bà Phan Thị Đượm, người địa phương.
Cuối thập niên 1960, ông đưa cả gia đình lên Sài Gòn và làm công cho một số hãng sản xuất thương mại. Sau năm 1975, ông cùng gia đình trở về quê vợ và sống thầm lặng cho đến tận cuối đời.
Mặc dù là tác giả của bài hát "Tiểu đoàn ba lẻ bảy" nổi tiếng, nhưng trong những năm cuối đời, rất ít người biết, kể cả vợ và các con ông, ông chính là tác giả bài hát này. Mãi đến sau lần bị ngã dẫn đến tai biến, bị liệt một phần chân tay, do hoàn cảnh gia đình quá khó khăn, năm 1978, ông mới gửi thư về Đài Tiếng nói Nhân dân Thành phố Hồ Chí Minh đề nghị nhận nhuận bút.
Ông qua đời tháng 2 năm 1979 tại Bạc Liêu.

## Thông tin thêm
Theo một số bằng hữu, nguyên gốc bài hát "Tiểu đoàn ba lẻ bảy" có hai bè, nhịp 6/8. Sau khi tập kết ra bắc, ca sĩ Quốc Hương hát, đã nhập lại một bè; nhạc sĩ Lưu Cầu sửa lại thành nhịp 2/4 để phát sóng. Điều này dẫn đến các bản phát sóng và in ấn về sau có sự sai lệch so với nguyên tác. Do đó, trong những năm cuối đời, nhạc sĩ Nguyễn Hữu Trí từng có lần đề nghị Đài Tiếng nói nhân dân Thành phố Hồ Chí Minh sửa lại để trả về nguyên tác.